# Смак страху
Смак страху (англ. Taste of Fear) — англійський фільм жахів 1961 року.

## Сюжет
Пенні — паралізована дівчина, після смерті своєї матері приїжджає на Рив'єру до свого батька — мільйонера, якого вона не бачила з десяти років. Але вона дізнається, що той поїхав в ділову поїздку. Пенні зупиняється у своєї мачухи, в будинку якої незабаром починають відбуватися дивні події.

## У ролях
| Актор            | Роль                 |
| ---------------- | -------------------- |
| Сьюзен Страсберг | Пенні Епплбі         |
| Рональд Льюїс    | Роберт               |
| Енн Тодд         | Джейн Епплбі         |
| Крістофер Лі     | доктор П'єр Джеррард |
| Джон Серре       | інспектор Легранд    |
| Леонард Сакс     | містер Спратт        |
| Енн Блейк        | покоївка Марі        |
| Фред Джонсон     | Батько               |